# Scindapsus cuscuaria
Scindapsus cuscuaria (Aubl.) C.Presl – gatunek wieloletnich, wiecznie zielonych pnączy z rodziny obrazkowatych, pochodzących z południowo-zachodniej i środkowej Azji Południowo-Wschodniej.